# Народи Бутану
Народи Бутану — нації та етнічні групи, що становлять населення королівства Бутан. Країна являє своєрідну «мозаїку» з різних народів, що мешкають в долинах, ізольованих один від одного і від навколишнього світу гірськими масивами. Різні етнічні групи також розподілені згідно відмінностей в навколишньому середовищі. Втім основними є наступні етноси нгалоп, шарчоп і лхоцампа.

## Характеристика

### Нгалоп

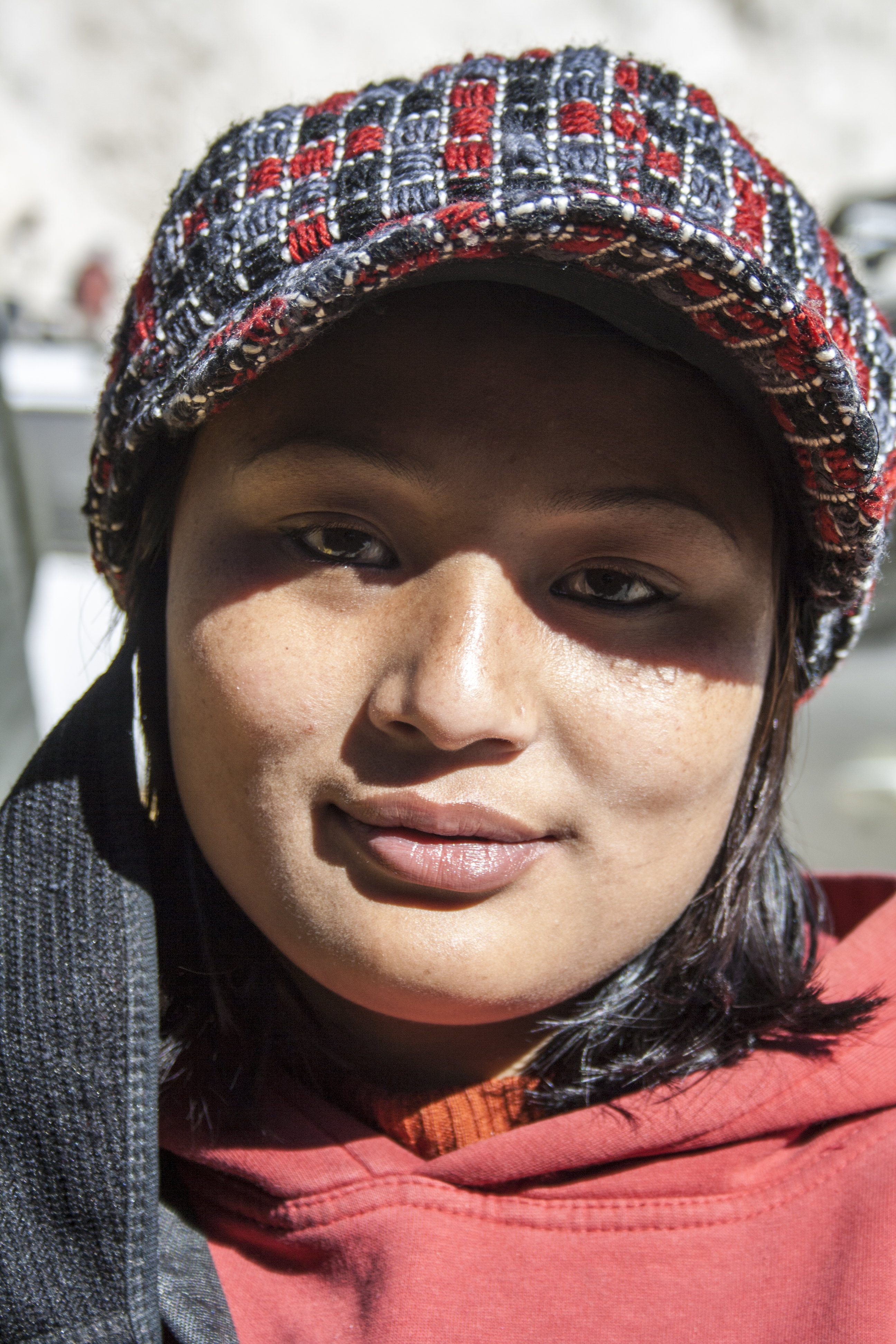
Бхутія-нгалоп

Представники цієї етнічної групи відомі також як бхотія належать до тибетської групи. Вони зосереджені в західних і центральних районах Бутану, де загальна чисельність населення в 2010 році склала близько 708 500 осіб, що становить близько 50 % усього населення Бутану. Вони монголоїдного типу. Розмовляють мовою дзонг-ке. Політично і культурно домінують в Бутані. Нгалоп значною мірою є послідовниками тибетського буддизму, зокрема, школи Друкпа Каг'ю. Вони вирощують велику рогату худобу і займаються сільським господарством. Їх житла розсіяні по досить широкій території.

### Шарчоп
На сході Бутану і периферії головним чином живуть шарчопи, індо-монголоїдного типу. У них інший діалект — бумтанг. Є думка, що вони з'явилися в цих місцях раніше за інших, ймовірно з Тибету. Більшість шарчоп розмовляють мовою цангла, яка так само поширена у народів південного Тибету. Шарчоп традиційно займаються підсічно-вогневим землеробством. Вони протягом трьох або чотирьох років саджають рис, а коли ґрунт виснажиться — рухаються далі. Проте з 1969 року ця практика в Бутані була офіційно заборонена.

### Лхоцампа

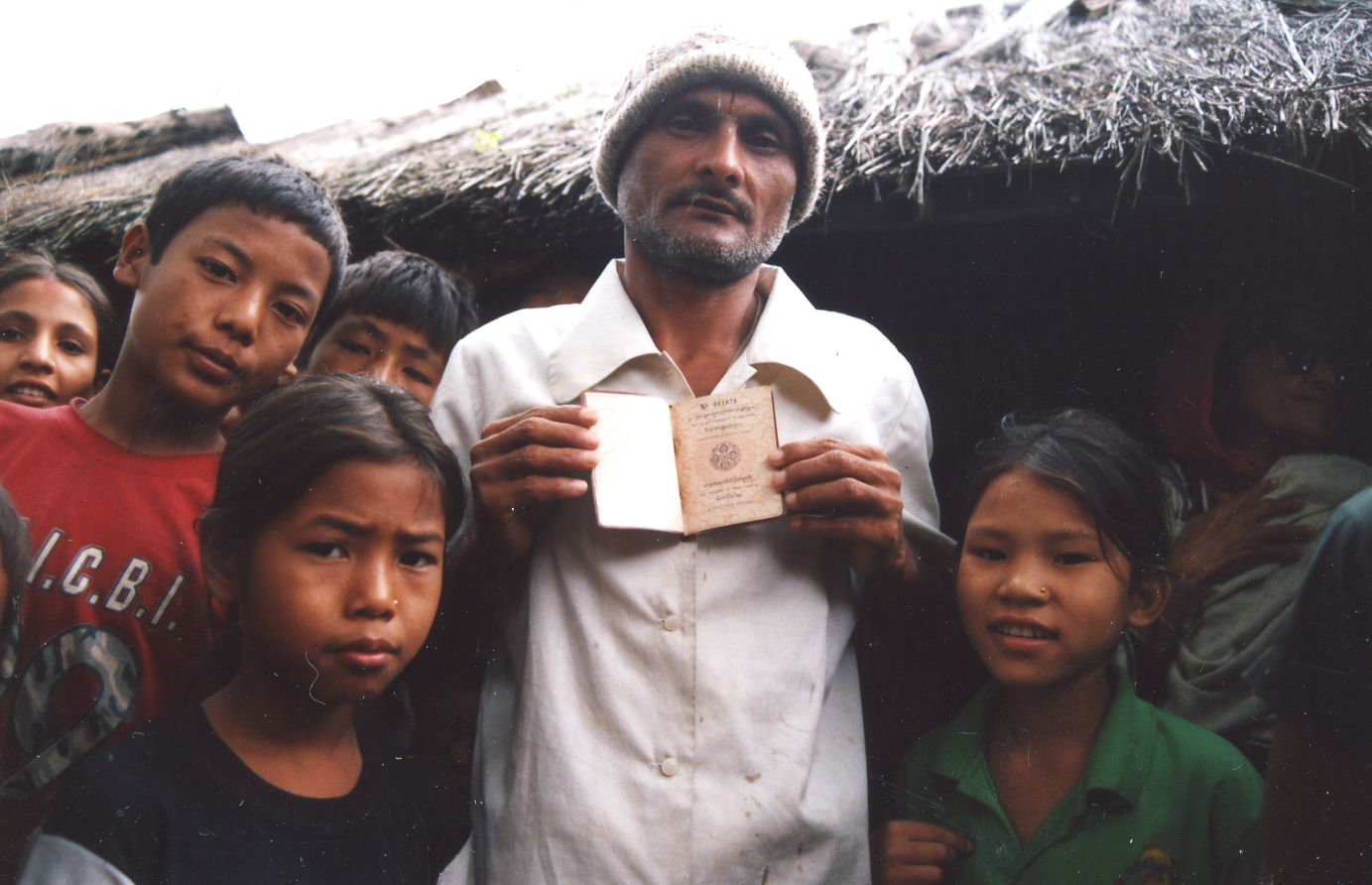
Лхоцампа

Це етнічна група, що доволі близька до непальців. В свою чергу поділяють на підгрупи гурунг, раї, лімбу, таманґів, кіраті. Мешкають на півдні країни. Відповідно розмовляють непальською мовою. Сповідують переважно буддизм і частково анімалізм. Культурно доволі близькі до індусів. Лхоцампа традиційно займалися в основному осілим сільським господарством, хоча деякі з них очищали лісовий покрив і застосовували підсічно-вогневу систему землеробства. Через бажання уряду з середини 1980-х років створити єдину політичну націю зазнають переслідувань, оскількине володіють мовою дзонг-ке.

### Корінні та племінні групи
Живуть у розсіяних селах по всьому Бутану. Вони є культурно та мовними частинами населення Західної Бенгалії або Ассама. Корінні народи брокпа, лаяп, лепча і лхоп, а також нащавдки рабів займаються переважно вирощуванням рису. Сповідують індуїзм, тибетську релігію бон, анімізм, буддизм.
Племена кочових пастухів (гонгдукпа) мешкають у Північній Гималайскій зоні (понад 3000 метрів над рівнем моря). Зі своїми стадами вони здійснюють сезонні міграції на відстані до 150 км. Більшу частину року ці племена проводять в наметах з шесрті чорного яка. У холодну пору року вони ховаються в кам'яних будинках, які також використовують в якості сховищ своїх припасів. Переважно дрокпа харчуються молоком яка, і зробленими з нього сиром і маслом. Додатково до цього, вони вживають в їжу ячмінь і озиму пшеницю і деякі коренеплоди, які вирощуються на маленьких полях.